# Länsväg 173
Länsväg 173 går mellan E45 vid Dykälla norr om Vänersborg och Färgelanda. Längd: 25 km.
Vägen används för färd från orter i Färgelanda kommun mot Vänersborg/Trollhättan och österut, eller omvänd riktning.
Skyltning: Färgelanda resp Vänersborg.

## Anslutningar
Den ansluter till 
- E45
- Länsväg 172.

## Standard och planer
Sträckan mellan Stigen och kommungränsen Vänersborg-Färgelanda (8 km) är smal (6 m) och krokig (70 km/h). Vägen går också genom samhället Stigen, och den lilla orten Rådanefors. Övriga sträckor är av normal standard för länsvägar, med 80 km/h som gräns.
Utbyggnadsplaner för den smala och krokiga sträckan har funnits, men ligger på is. Terrängen är mycket kuperad vilket gör en ombyggnad komplicerad.
Vägen anses naturskön, och passerar mycket nära sex sjöar, varav en syns tre gånger.

## Historik
Vägen byggdes om till en bredare och rakare väg på 1930-talet. Innan dess var det en mycket smal och krokig väg. Sträckan från Stigen till Rådanefors var dock på grund av topografin fortfarande krokig och backig, vilket är samma väg idag (asfalterad numera). Enligt en lokal sägen besökte kung Karl XIV Johan trakten, och vagnen fastnade nära Rådanefors. Vagnen var för bred för vägen på det stället. Han kom loss med hjälp från lokalbefolkningen. Detta torde ha motiverat bygge av ny väg, ty både den äldre och nuvarande sträckningen syns på Generalstabskartan 1843.
I Rådanefors finns, den sedan 1929 fredade, Dalslandseken alldeles i vägkanten. 
Vid den ska Karl XII enligt en lokal sägen en gång ska ha bundit sin häst under ett fälttåg till Norge.
Numret 173 tilldelades 1942 då vägnummer infördes. Då avsågs sträckan Dykälla-Stigen (eftersom väg 172 gick via Stigen då). I slutet på 60-talet byggdes 172:an genare från Färgelanda rakt norrut. 173:an förlängdes då norrut från Stigen längs 172:ans gamla sträcka. 1985 ändrades sträckan så att 173:an gick från Färgelanda istället, kommunens huvudort. Den vägen hade breddats och byggts om på 70-talet så hastigheten kunde vara 90 km/h. På 1990-talet breddades vägen från 6 till 8 meter inom Vänersborgs kommun i två omgångar och nybyggdes på några ställen. Sträckan inom Färgelanda kommun har inte byggts om. Korsningen med E45 (tidigare Rv 45) fick vänstersvängficka 2005, vilket skulle behövts långt tidigare med tanke på den täta trafiken. Man har planerat ny E45 förbi Frändefors vilket gjort att man bedömt nyttan av vänstersvängficka som mindre. Ombyggnaden av E45 har dock skjutits upp gång på gång och har ännu (2021) inte något beslut om bygge.

## Korsningar
|  | Nr | Namn               | Skyltning                              |
|  | -- | ------------------ | -------------------------------------- |
|  |    | Dykällan (0 km)    | Göteborg, Karlstad                     |
|  |    | Stigen (20 km)     |                                        |
|  |    | Stigen (20 km)     | Bengtsfors, Bäckefors (Lv 173 svänger) |
|  |    | Färgelanda (24 km) |                                        |
|  |    | Färgelanda (24 km) | Uddevalla, Bengtsfors                  |